# Cine Núria
El Cine Núria és un antic cinema, actualment una discoteca de la Pobla de Segur (Pallars Jussà). L'edifici és una obra inclosa a l'Inventari del Patrimoni Arquitectònic de Catalunya.

## Descripció
Antic edifici destinat a cinema ara reformat per a discoteca. Té l'accés per l'Avinguda de Sant Miquel del Pui a través d'un corredor. Paradoxalment hi ha unes grans obertures al carrer Pau Clarís, que semblen indicar que l'entrada principal s'havia previst per aquest lateral. Aquesta façana, d'escala monumental, està composta per un gran frontó, de coronament irregular però simètric, sostingut per quatre grans pilastres de maó sense arrebossat. La construcció inacabada respon a un historicisme auster per manca d'espai.

## Història
Fou construït el 1929.